# 伊萬尼夫卡 (柳巴希夫卡市鎮)
47°53′14″N 30°13′32″E / 47.88722°N 30.22556°E
伊萬尼夫卡（烏克蘭語：Іванівка）是位於烏克蘭西南部的村莊，由敖德薩州波季利斯克區的柳巴希夫卡市鎮負責管轄。該村始建於1896年，面積1.8平方公里，海拔高度169米，2001年人口427，人口密度每平方公里237.35人。